# Hipposideros pendlebury
Hipposideros pendlebury är en fladdermus i familjen rundbladnäsor som förekommer på Malackahalvön.

## Utseende
Arten är med 75 till 81 mm långa underarmar ganska stor inom släktet Hipposideros. Den har en 48 till 70 mm lång svans, 30 till 35 mm långa öron och en vikt av 44 till 67 g. Den långa och mjuka pälsen har en mörkbrun färg. Huvudet kännetecknas av spetsiga öron samt av komplexa hudflikar och knölar på näsan (bladet). Några svullnader i bladet finns bara hos hanar under parningstiden. I överkäken är den andra premolara tanden liten och den ligger lite bredvid tandraden.

## Utbredning
Arten lever i Thailand på centrala Malackahalvön. Den söker sin föda i skogar och dessutom besöks trädodlingar samt trädgårdar.

## Ekologi
Individerna vilar i kalkstensgrottor och de bildar där flockar eller kolonier som kan ha 3 till 800 medlemmar. Ibland delas viloplatsen med andra arter av släktet Hipposideros eller med Megaderma lyra eller Eonycteris spelaea. Vanligen håller individerna 10 till 20 cm avstånd från varandra när de sover. Arten jagar insekter som skalbaggar eller steklar. Ibland registreras exemplar högt ovanför skogen. De vandrar antagligen till platser med bättre tillgång till föda. Lätet som använd för ekolokaliseringen har en frekvens mellan 65 och 75 kHz.
Dräktiga honor dokumenterades mellan januari och maj. Ungar som höll sig fast i moderns päls registrerades mellan februari och juni.

## Bevarandestatus
Skogens omvandling till trädodlingar påverkar beståndet negativt. Dessutom störs Hipposideros pendlebury när turister eller munkar besöker grottorna. IUCN listar arten på grund av det begränsade utbredningsområde och då populationen minskar som sårbar (VU).